# Верила
Вижте пояснителната страница за други значения на Верила.
Верила е планина в Западна България, част от Руйско-Верилската планинска редица. Разположена е на територията на 3 области: Софийска, Пернишка и Кюстендилска.
Планината се простира от северозапад на югоизток на около 20 km, широка е около 12 km. Представлява орографска връзка между Витоша на север, с която се свързва чрез Букапреслапската седловина (1090 m), и Рила на юг – свързани чрез Клисурската седловина (1025 m). На северозапад се спуска към Радомирската, на югозапад – към Дупнишката котловина (Горно Дупнишко поле), а на североизток – към историко-географската област Палакария (западната горна част на Самоковската котловина).
Билото на планината е заравнено, а склоновете ѝ са къси, но дълбоко разчленени. Най-високата ѝ точка е връх Голям Дебелец (1414,5 m), издигащ се източно от село Яребковица. Изградена е от кристалинни скали – гнайси и шисти. Климатът е континентален със студена зима и сравнително хладно лято. По билото на планината преминава главният вододел на България между водосборните басейни на Черно и Егейско море. Водите по североизточните ѝ склонове се оттичат към река Палакария (ляв приток на Искър), а тези по югозападните – към реките Арката, Тополница и Джубрена от басейна на Струма. Реките Арката и Тополница водят началото си от планината. Преобладават канелените и светлокафявите горски почви. Обрасла е с редки широколистни гори от бук, дъб, габър и др., но югозападните ѝ склонове са силно обезлесени и опороени.
В подножието на планината са разположени 7 села: Белчин, Клисура, Лисец и Яребковица в Софийска област, Горна Диканя и Дрен в Област Перник и Тополница в Област Кюстендил.
Планината е малко известна на туристите. Няма хижи освен „Белчински рай“. По билото ѝ минава туристически маршрут Е4, който свързва Витоша, Верила, Рила, Пирин и Славянка. Включена е в системата от защитени зони „НАТУРА 2000“. Планината изпълнява ролята на важен екологичен коридор, свързващ Рило-Родопския масив с Витоша. Биоразнообразието и е съхранено и поради местоположението си е с важно значение за природния туризъм 
По южното ѝ подножие, през Клисурската седловина, на протежение от 8,2 km преминава участък от второкласен път № 62 Кюстендил – Дупница – Самоков от Държавната пътна мрежа.

## Топографска карта
- Лист от карта K-34-59. Мащаб: 1 : 100 000.